# Yên Thế (phường)
Yên Thế là một phường cũ thuộc thành phố Pleiku, tỉnh Gia Lai, Việt Nam.
Phường Yên Thế có diện tích 11,87 km², dân số năm 2000 là 12.916 người, mật độ dân số đạt 1.088 người/km². dân số năm 2018 là 32.290 người, mật độ dân số đạt 2.720 người/km².
Theo Nghị quyết số 1664/NQ-UBTVQH15 năm 2025, hợp nhất toàn bộ diện tích tự nhiên và dân số của 3 phường: Đống Đa, Yên Thế và Thống Nhất thành phường Thống Nhất.